# Petrejoides caralae
Petrejoides caralae is een keversoort uit de familie Passalidae. De wetenschappelijke naam van de soort is voor het eerst geldig gepubliceerd in 1995 door Cano & Schuster.